# Lars Norén
Pour les articles homonymes, voir Norén.
Œuvres principales
- La force de tuer
La veillée
Guerre

Lars Göran Ingemar Norén est un poète, metteur en scène, dramaturge et auteur suédois né le 9 avril 1944 à Stockholm en Suède et mort le 26 janvier 2021 dans la même ville.

## Biographie
Considéré depuis longtemps comme le successeur d'August Strindberg, Anton Tchekhov, Hjalmar Bergman ou Henrik Ibsen, il poursuit la même thématique centrée sur les problèmes parapsychologiques, psychiatriques ou psychosociaux. 
Auteur de plus de quarante pièces de théâtre, son œuvre, sans être autobiographique, est imprégnée de résurgences personnelles telles que les perversions sexuelles, les maladies psychiatriques, les relations conflictuelles entre parents et enfants et le recours à la violence.
Après avoir succédé à Ingmar Bergman à la tête du Théâtre national de Suède, Norén est depuis 1999 le directeur artistique du Riks Drama au Riksteatern (en), le théâtre national itinérant suédois.
En 2007, il publie et met en scène une pièce de théâtre intitulée À la mémoire d'Anna Politkovskaïa, en référence à la célèbre journaliste russe assassinée en octobre 2006.
En 2018, il entre au répertoire de la Comédie-Française avec Poussières, pièce sur la vieillesse écrite pour la troupe de l'institution. 
Le 26 janvier 2021, il meurt des suites du Covid-19.

## Œuvres

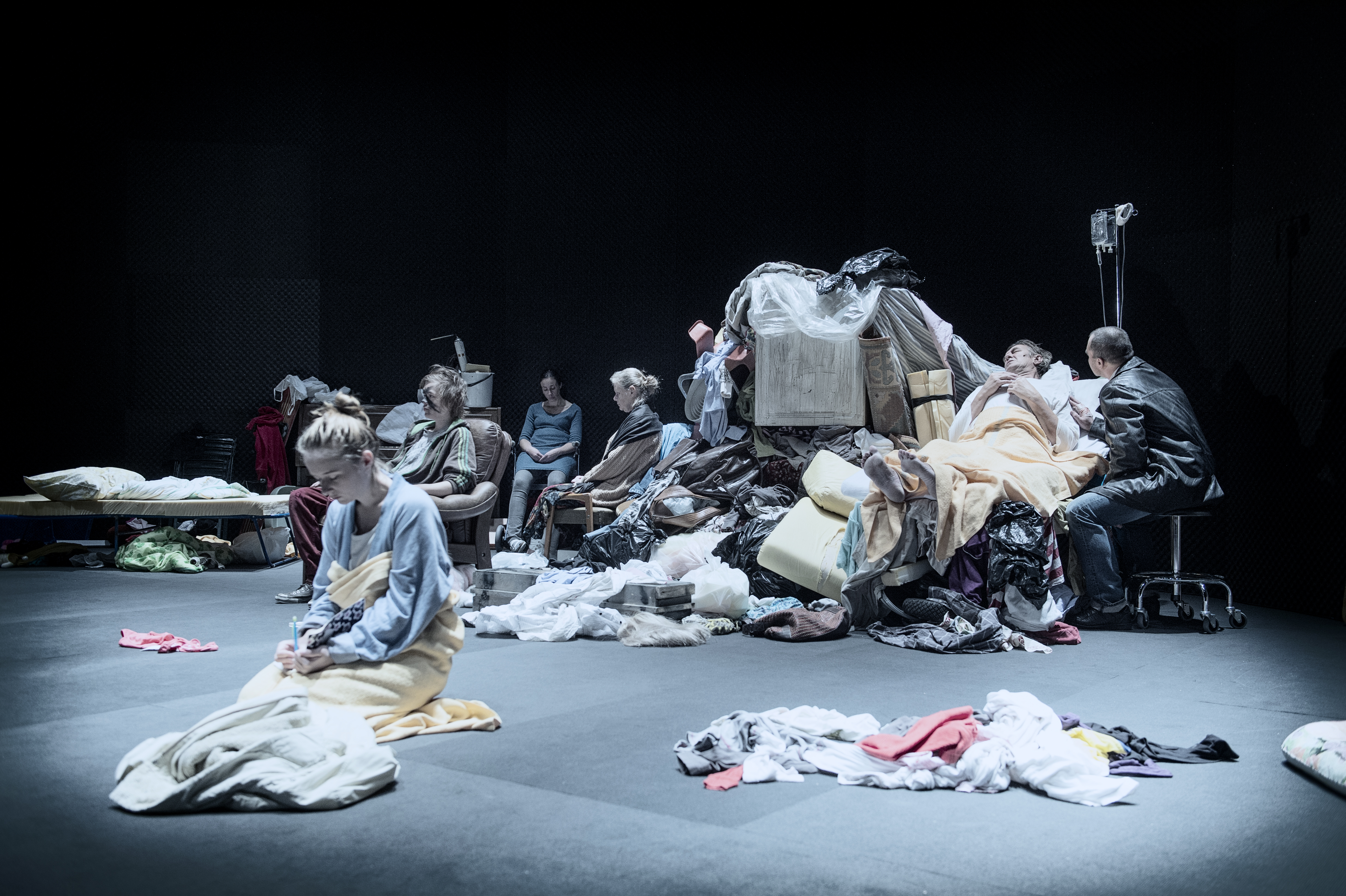
Scène de la pièce Fragmente de Lars Norén au Riksteatern en 2012.

- Pur
- Acte
- Biographies d’ombres
- Kliniken
- Trilogie
  - 1979 La Force de tuer
  - La nuit est mère du jour
  - 1986 Le Chaos est proche de Dieu
- 1984 Les Démons
- Calme
- 1985 La Veillée
- 1987 Automne et hiver
- Embrasser les ombres
- Froid
- 1993 Crises
- 1993 Munich-Athènes
- 1994 Sang
- 1997 Catégorie 3:1
- Tristano
- 1999 Détails
- 2003 Guerre
- 2003 Bobby Fischer vit à Pasadena
- 2008 À la mémoire d'Anna Politkovskaïa
- 2007 Le 20 Novembre
- 2014 La Nuit de la philosophie
- 2018 Poussière